# District of Columbia v. Heller
District of Columbia v. Heller, 554 U.S. 570 (2008) je zásadní rozhodnutí amerického Nejvyššího soudu. Nejvyšší soud rozhodnul, že Druhý dodatek Ústavy Spojených států amerických chrání právo jednotlivce vlastnit střelnou zbraň nezávisle na službě v milici a používat ji k účelům, které jsou běžně považovány za zákonné, například k sebeobraně v domácnosti. Zároveň konstatoval, že zákaz krátkých střelných zbraní ve státu Washington, D.C. a požadavek, aby legálně vlastněné pušky a brokovnice byly uchovávány "nenabité a rozložené nebo zajištěné zámkem na spoušti", toto právo porušují. Dále bylo konstatováno, že právo nosit zbraně není neomezené a že některá omezení týkající se zbraní a jejich vlastnictví jsou přípustná. Šlo o první případ u Nejvyššího soudu, který rozhodoval, zda Druhý dodatek chrání právo jednotlivce držet a nosit zbraně pro sebeobranu, nebo zda toto právo bylo určeno pouze pro státní milice.
Vzhledem k tomu, že District of Columbia je federální enklávou (nenachází se v žádném státě USA), rozhodnutí se nezabývalo otázkou, zda je ochrana druhého dodatku začleněna do klauzule o řádném procesu čtrnáctého dodatku Ústavy USA a platí i vůči státům. Tento bod byl řešen o dva roky později v případu McDonald v. City of Chicago (2010), v němž bylo konstatováno, že ano.
Dne 26. června 2008 Nejvyšší soud poměrem hlasů 5 ku 4 potvrdil rozhodnutí Odvolacího soudu Spojených států pro obvod District of Columbia ve věci Heller v. District of Columbia. Nejvyšší soud označil některá ustanovení zákona o regulaci střelných zbraní z roku 1975 za protiústavní a zrušil je. Rozhodl, že krátké střelné zbraně (handguns) spadají pod pojem "zbraně" ("arms") ve smyslu Druhého dodatku Ústavy, a dospěl k závěru, že daný zákon představuje protiústavní zákaz držení zbraní. Zároveň zrušil část zákona, která vyžadovala, aby všechny střelné zbraně, včetně pušek a brokovnic, byly uchovávány „nenabité a rozložené nebo zajištěné zámkem na spoušti“. Před tímto rozhodnutím zákon rovněž zakazoval obyvatelům vlastnit krátké zbraně, s výjimkou těch, které byly registrovány před rokem 1975.

## Spory ohledně Druhého dodatku
Pro lepší pochopení významu Druhého dodatku a souvisejících soudních sporů je nejdříve nutné uvést celé znění dodatku:
A well regulated Militia, being necessary to the security of a free State, the right of the people to keep and bear Arms, shall not be infringed.
V českém překladu:
Dobře udržovaná milice je nezbytná pro bezpečnost svobodného státu, právo lidu držet a nosit zbraně nesmí být porušeno.
Klíčové pojmy tohoto dodatku – "well regulated Militia" a "Arms" – jsou předmětem rozsáhlých diskuzí a právních sporů.
Výraz "well regulated Militia" je často interpretován dvěma základními způsoby. Někteří zastánci tzv. kolektivního modelu práva na zbraně tvrdí, že tento dodatek garantuje právo držet zbraně pouze v rámci organizované milice, například státní národní gardy či obdobných složek. Naopak příznivci individuálního práva zdůrazňují, že Druhý dodatek zaručuje osobní právo každého jednotlivce vlastnit a nosit zbraň nezávisle na službě v milici.
Pojem "Arms" není v Ústavě ani ve Druhém dodatku blíže definován. Jeho význam je proto chápán různě a obecně zahrnuje zbraně používané pro sebeobranu a další zákonné účely. Přesný rozsah tohoto pojmu – tedy jaké konkrétní typy zbraní jsou chráněny – však není právně zcela vymezen a zůstává předmětem sporů.
Částečně na tyto otázky odpověděl právě rozsudek Nejvyššího soudu USA ve věci District of Columbia v. Heller (2008), v němž soud poprvé výslovně potvrdil, že Druhý dodatek chrání individuální právo jednotlivce vlastnit a držet zbraň pro účely sebeobrany v domácnosti – a to nezávisle na jakémkoli členství v milici. Soud zároveň konstatoval, že krátké střelné zbraně (handguns) představují "Arms" ve smyslu Druhého dodatku, protože patří mezi nejběžnější prostředky sebeobrany mezi Američany, a proto je jejich úplný zákaz, jaký platil v District of Columbia, protiústavní.

## Soudy nižší instance
V roce 2002 začal Robert A. Levy, vedoucí pracovník v Cato Institutu, ve spolupráci s Clarkem M. Neilym III vybírat žalobce pro plánovanou žalobu týkající se Druhého dodatku Ústavy USA, kterou chtěl financovat z vlastních prostředků. Ačkoli sám nikdy nevlastnil střelnou zbraň, měl jako ústavní právník o tuto oblast akademický zájem a chtěl svůj právní postup modelovat podle strategie Thurgooda Marshalla, jenž úspěšně vedl soudní spory, které vedly ke zrušení segregace ve školství. Usilovali o výběr žalobců s různorodým zastoupením z hlediska pohlaví, rasy, socioekonomického zázemí a věku. Nakonec zvolili šest osob ve věku přibližně 25 až 60 let: tři muže a tři ženy, čtyři bělochy a dva černochy:
Tracey Ambeau (dnes Tracey Hanson)Zaměstnankyně amerického ministerstva zemědělství. Pocházela původně z města St. Gabriel ve státě Louisiana a žila se svým manželem Andrewem Hansonem, který byl z Waterloo ve státě Iowa, ve čtvrti Adams Morgan ve Washingtonu, D.C. Bydleli v oblasti s vysokou kriminalitou poblíž stanice Union Station. Vyrůstala v prostředí, kde byly zbraně běžné, a chtěla mít jednu na ochranu svého domova.
Dick Anthony HellerLicencovaný speciální policejní důstojník v District of Columbia. V rámci své práce ve federálních budovách mohl nosit zbraň, ale doma ji mít nesměl. Od roku 1970 žil v jihovýchodní části D.C., poblíž veřejného bytového komplexu Kentucky Courts, a byl svědkem toho, jak se jeho čtvrť „proměnila z místa přátelského k dětem na útočiště drogové kriminality“. Heller se také obrátil na Národní asociaci držitelů zbraní (NRA) s návrhem na žalobu proti zbraňové regulaci ve městě, ale NRA jeho nabídku odmítla.
George LyonPrávník specializující se na oblast médií a komunikace, který se dříve obrátil na Národní asociaci držitelů zbraní (NRA) s návrhem podat žalobu proti zbraňové legislativě v District of Columbia. Lyon vlastnil místní povolení k držení brokovnice a pušky, ale chtěl mít doma také krátkou střelnou zbraň.
Tom G. PalmerKolega Roberta A. Levyho z Cato Institutu a jediný žalobce, kterého Levy osobně znal ještě před začátkem případu. Palmer, jako otevřený homosexuál, se v roce 1982 bránil střelnou zbraní – pistolí ráže 9 mm. Když šel se svým přítelem v San Jose v Kalifornii, zastavila je skupina asi dvaceti mladých mužů, kteří je hrubě uráželi kvůli Palmerově sexuální orientaci a vyhrožovali mu smrtí. Ve chvíli, kdy vytáhl pistoli, se dav rozprchl. Palmer je přesvědčen, že mu tehdy zbraň zachránila život.
Shelly ParkerSoftwarová návrhářka a bývala zdravotní sestra, která se aktivně snažila zbavit drog ve svém sousedství. Parker byla svobodná žena, které drogoví dealeři několikrát opakovaně vyhrožovali – a někteří se dokonce pokusili vloupat do jejího domu.
Gillian St. LawrenceHypoteční makléřka, která žila ve čtvrti Georgetown ve Washingtonu, D.C., a vlastnila několik legálně registrovaných dlouhých zbraní, které používala k rekreační střelbě v nedalekém Chantilly ve Virginii. Dokončení registračního procesu jí trvalo dva roky. Chtěla mít možnost tyto zbraně použít k obraně svého domova a také si zaregistrovat krátkou střelnou zbraň.
Dřívější federální soudní rozhodnutí týkající se otázky práva jednotlivce nosit zbraň zahrnovala případ United States v. Emerson, 270 F.3d 203 (5th Cir. 2001), který právo podporoval, a případ Silveira v. Lockyer, 312 F.3d 1052 (9th Cir. 2002), který právo naopak odmítal. Rozhodnutí Nejvyššího soudu ve věci United States v. Miller, 307 U.S. 174 (1939) bylo vykládáno tak, že může podpořit obě strany sporu.

### Okresní soud
V únoru 2003 podalo těchto šest obyvatel District of Columbia žalobu u Okresního soudu pro District of Columbia, v níž napadli ústavnost některých ustanovení zákona o regulaci střelných zbraní z roku 1975, místního zákona začleněného do právního řádu District of Columbia podle pravomoci místní samosprávy. Tento zákon omezoval obyvatelům vlastnictví krátkých střelných zbraní, s výjimkou těch, kteří byli registrováni před rokem 1975, nebo byli aktivními či bývalými příslušníky policejních sborů. Zákon také požadoval, aby všechny zbraně včetně pušek a brokovnic byly uchovávány "nenabité, rozebrané nebo zabezpečené zámkem na spoušť."
Žalobci požádali o vydání předběžného opatření podle 2201 a 2202 titulu 28 amerického zákoníku (U.S.C.) a § 1983 titulu 42 U.S.C. Okresní soudce Emmet G. Sullivan žalobu dne 31. března 2004 zamítl.

### Odvolací soud
Při odvolání Odvolávací soud Spojených států pro okruh District of Columbia zrušil předchozí zamítnutí žaloby v poměru hlasů 2:1. Odvolací soud prohlásil některá ustanovení zákona o regulaci střelných zbraní za protiústavní. Soudní senát tvořili soudkyně Karen L. Henderson, soudce Thomas B. Griffith a hlavní soudce Laurence H. Silberman, který napsal stanovisko soudu. Soudkyně Hendersonová s rozhodnutím nesouhlasila a vydala nesouhlasné stanovisko.
Soud se nejprve zabýval otázkou, zda mají odvolatelé právní legitimaci podat žalobu s cílem dosáhnout vydání deklaratorního a předběžného opatření – v části II (dočasná verze rozhodnutí, str. 5–12). Dospěl k závěru, že ze šesti žalobců má tuto legitimaci pouze Heller, který požádal o povolení k držení pistole, ale jeho žádost byla zamítnuta.
Dále soud rozhodl, že Druhý dodatek Ústavy "chrání právo jednotlivce vlastnit a nosit zbraně" a toto právo "existovalo již před vznikem nové vlády podle Ústavy". Soud dále uvedl, že toto právo bylo "založeno na soukromém užívání zbraní pro aktivity, jako je lov a sebeobrana – přičemž sebeobrana byla chápána jako odpor vůči buď soukromému bezpráví, nebo útlaku tyranského režimu, nebo hrozbě ze zahraničí." Soud také poznamenal, že ačkoli právo nosit zbraň napomáhalo zachování občanské milice, "aktivity chráněné Druhým dodatkem nejsou omezeny pouze na službu v milici a výkon tohoto práva není podmíněn trvalým ani přerušovaným členstvím v milici."
Soud určil, že pistole (handguns) jsou "zbraně" ("Arms") a tedy nemohou být ve Washingtonu, D.C. zakázány.
Soud také zrušil část zákona, která vyžadovala, aby všechny zbraně, včetně pušek a brokovnic, byly uchovávány „nenabité, rozebrané nebo zabezpečené zámkem na spoušť." Městská správa District of Columbia tvrdila, že existuje implicitní výjimka pro sebeobranu, ale odvolávací soud tento názor odmítl s tím, že toto opatření znamená úplný zákaz funkčních zbraní a zákaz jejich použití k sebeobraně:
Ustanovení § 7-2507.02, stejně jako zákaz nošení pistole v rámci vlastního obydlí, představuje úplný zákaz legálního použití krátkých střelných zbraní k sebeobraně. Z tohoto důvodu jej prohlašujeme za protiústavní.
Ve svém nesouhlasném stanovisku soudkyně Hendersonová uvedla, že práva vyplývající z druhého dodatku ústavy se nevztahují na obyvatele District of Columbia, a napsala:
Není sporu o tom, že Ústava, judikatura a příslušné zákony jasně stanovují, že District není státem ve smyslu druhého dodatku ústavy. Podle rozsudku ve věci United States v. Miller, 307 U.S. na straně 178, ustanovení Druhého dodatku, které deklaruje a zaručuje, že "právo lidu držet a nosit zbraně nesmí být porušeno", se vztahuje pouze na milice jednotlivých států. Pro mě je tudíž nevyhnutelným závěrem, že druhý dodatek se na District nevztahuje.
V dubnu 2007 podal District a starosta Adrian Fenty žádost o nové projednání případu v plénu, přičemž argumentovali, že rozsudek vyvolává konflikty mezi různými jurisdikcemi i uvnitř nich. Dne 8. května byla žádost odvolacím soudem pro obvod D.C. zamítnuta v poměru hlasů 6 ku 4.

## Nejvyšší soud

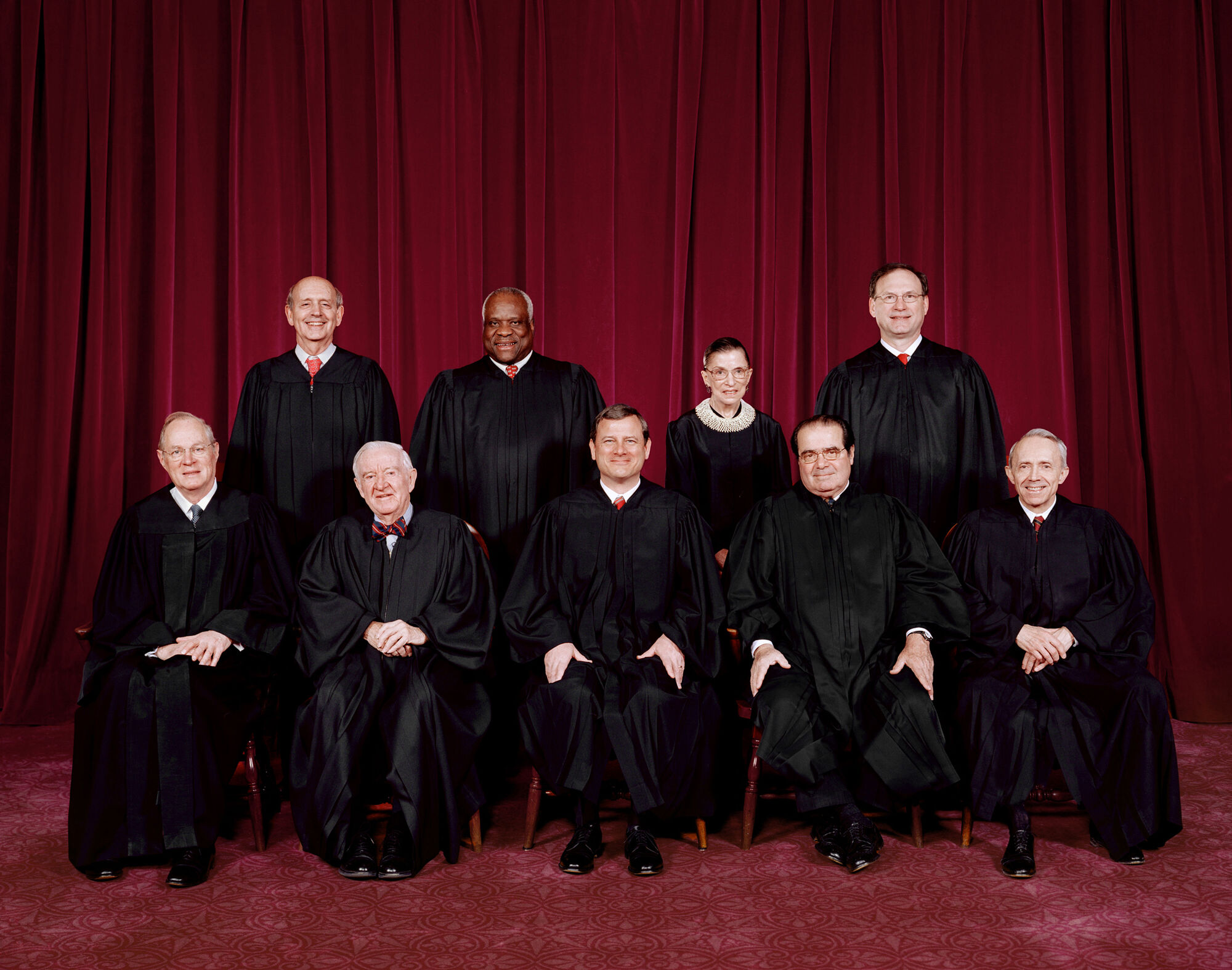
Složení Nejvyššího soudu rozhodujícího případ District of Columbia v. Heller v roce 2008

Žalovaní podali Nejvyššímu soudu Spojených států žádost o projednání případu. Nejvyšší soud udělil souhlas (certiorari) dne 20. listopadu 2007. Soud otázku, kterou má rozhodnout, formuloval takto:
Žádost o vydání příkazu k přezkoumání je schválena omezeně na následující otázku: Zda následující ustanovení, § 7-2502.02(a)(4), § 22–4504(a) a § 7-2507.02 právního řádu District of Columbia, porušují podle Druhého dodatku práva jednotlivců, kteří nejsou členy žádné státem regulované milice, ale kteří chtějí mít krátké střelné zbraně a další střelné zbraně pro soukromé použití ve svých domovech.
Toto bylo poprvé od případu United States v. Miller z roku 1939, kdy Nejvyšší soud přímo rozhodoval o rozsahu Druhého dodatku.

### Stanoviska přátel soudu (amicus curiae)
Kvůli kontroverzní povaze případu přitáhl velkou pozornost mnoha skupin na obou stranách sporu o práva na zbraně. Mnohé z těchto skupin podaly tzv. amicus curiae (přátelé soudu) podání – přibližně 47 z nich vyzývalo soud, aby rozhodnutí potvrdil, a asi 20 žádalo, aby byl případ vrácen soudu nižší instance k dalšímu projednání.
Většina členů Kongresu podepsala podání, které sepsal Stephen Halbrook a které doporučovalo potvrdit rozhodnutí rušící zákaz krátkých střelných zbraní, jež nejsou jinak regulovány Kongresem. Podání podpořil také viceprezident Dick Cheney, který v roli předsedy Senátu USA tímto krokem vystoupil proti oficiálnímu stanovisku administrativy George W. Bushe. Podpis připojil i republikánský senátor z Arizony John McCain. Zatímco tehdejší senátor Barack Obama z Illinois podepsání odmítl.
Většina států podepsala podání generálního prokurátora Texasu Grega Abbotta, které sepsal Abbottův generální právní zástupce Ted Cruz, a které rovněž doporučovalo potvrdit rozhodnutí, přičemž zároveň zdůrazňovalo, že státy mají silný zájem na zachování svých zákonů o zákazu a regulaci zbraní. Podání podporující potvrzení rozhodnutí podaly také organizace z řad policie, včetně Fraternal Order of Police a Southern States Police Benevolent Association.
Naopak několik organizací podpořilo podání žádající vrácení případu k dalšímu projednání, včetně Ministerstva spravedlnosti USA a generálních prokurátorů států New York, Havaj, Maryland, Massachusetts, New Jersey a Portorika. Dále podání žádající vrácení případu k dalšímu projednání podaly různé náboženské a protinásilnické organizace, řada měst a starostů, a mnoho policejních šéfů a organizací z oblasti vymáhání práva.
Skupina organizací a významných odborníků, zastoupená právníkem Jeffreyem Teichertem, předložila tzv. „errors brief“ (podání poukazující na chyby), ve kterém argumentovali, že mnoho běžných historických a faktických "mýtů a zkreslení", která jsou často uváděna ve prospěch zákazu krátkých střelných zbraní, jsou chybné. Teichertovo podání tvrdilo z historického hlediska, že Druhý dodatek chrání právo jednotlivce vlastnit a nosit zbraně.

### Ústní projednávání

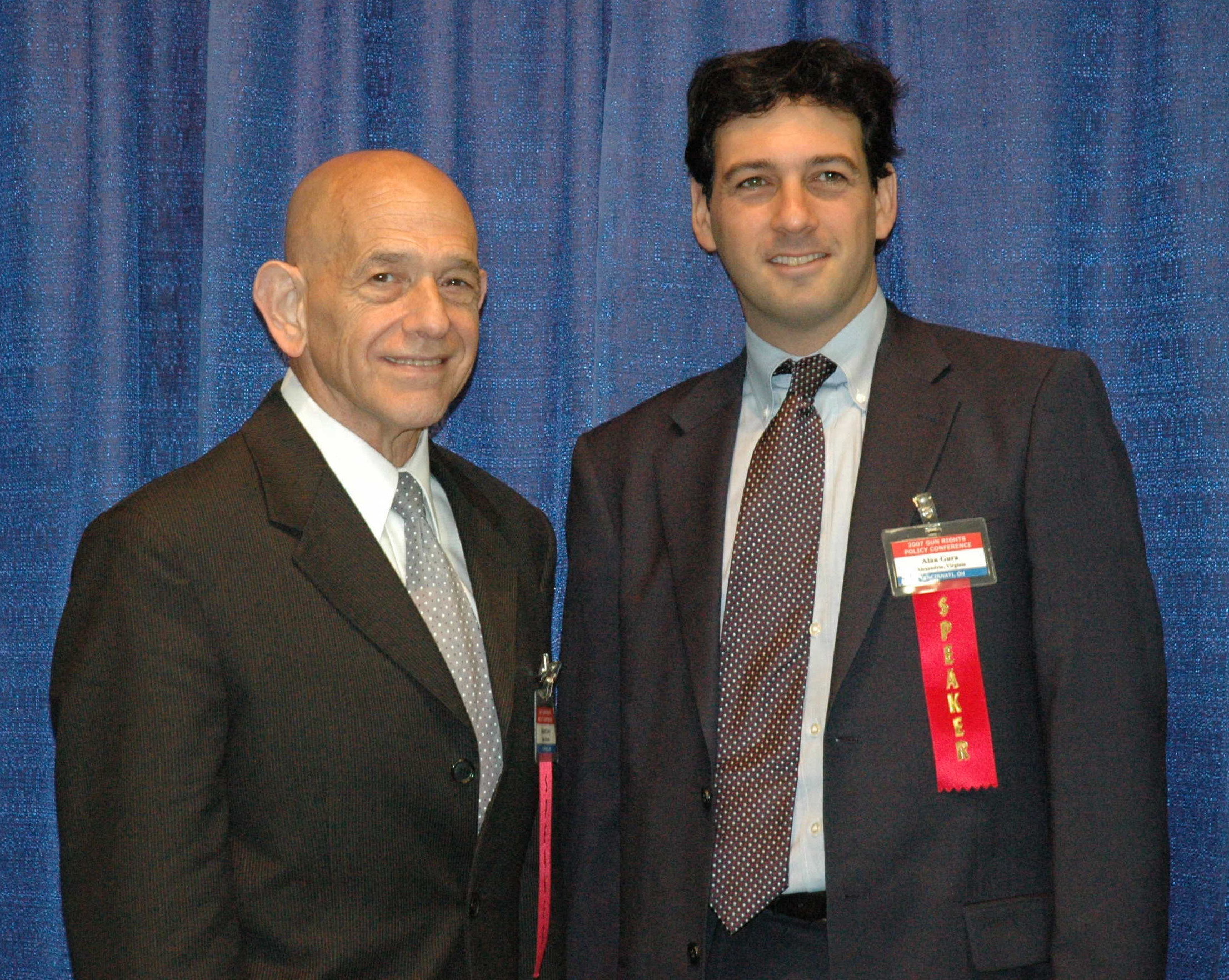
Robert A. Levy (nalevo) a Alan Gura, právní zástupce Hellera

Nejvyšší soud vyslechl argumenty k případu 18. března 2008. Z jednání byly zveřejněny jak přepis, tak i zvukový záznam. Každá strana měla původně k dispozici 30 minut na přednesení svých argumentů, přičemž generální prokurátor USA Paul D. Clement dostal navíc 15 minut pro prezentaci stanoviska federální vlády. V průběhu jednání však byl čas oběma stranám prodloužen a celkové vystoupení přesáhlo původně vyhrazený čas o 23 minut.
Stanovisko městské části District of Columbia před soudem obhajoval Walter E. Dellinger z právní kanceláře O'Melveny & Myers – zároveň profesor práv na Duke University a bývalý zastupující generální prokurátor USA. Asistovali mu Thomas Goldstein z právní kanceláře Akin Gump Strauss Hauer & Feld, advokát Robert Long z Covington & Burling a generální prokurátor D.C. Todd Kim. Všechny zúčastněné advokátní kanceláře zastupovaly District pro bono (bez nároku na honorář).
Stranu Heller jako žalobce zastupoval před soudem Alan Gura z washingtonské kanceláře Gura & Possessky jako hlavní právní zástupce. Jeho spoluprávníky byli Robert Levy, vedoucí pracovník z Cato Institutu, a Clark Neily, právník z organizace Institute for Justice.

### Rozhodnutí soudu

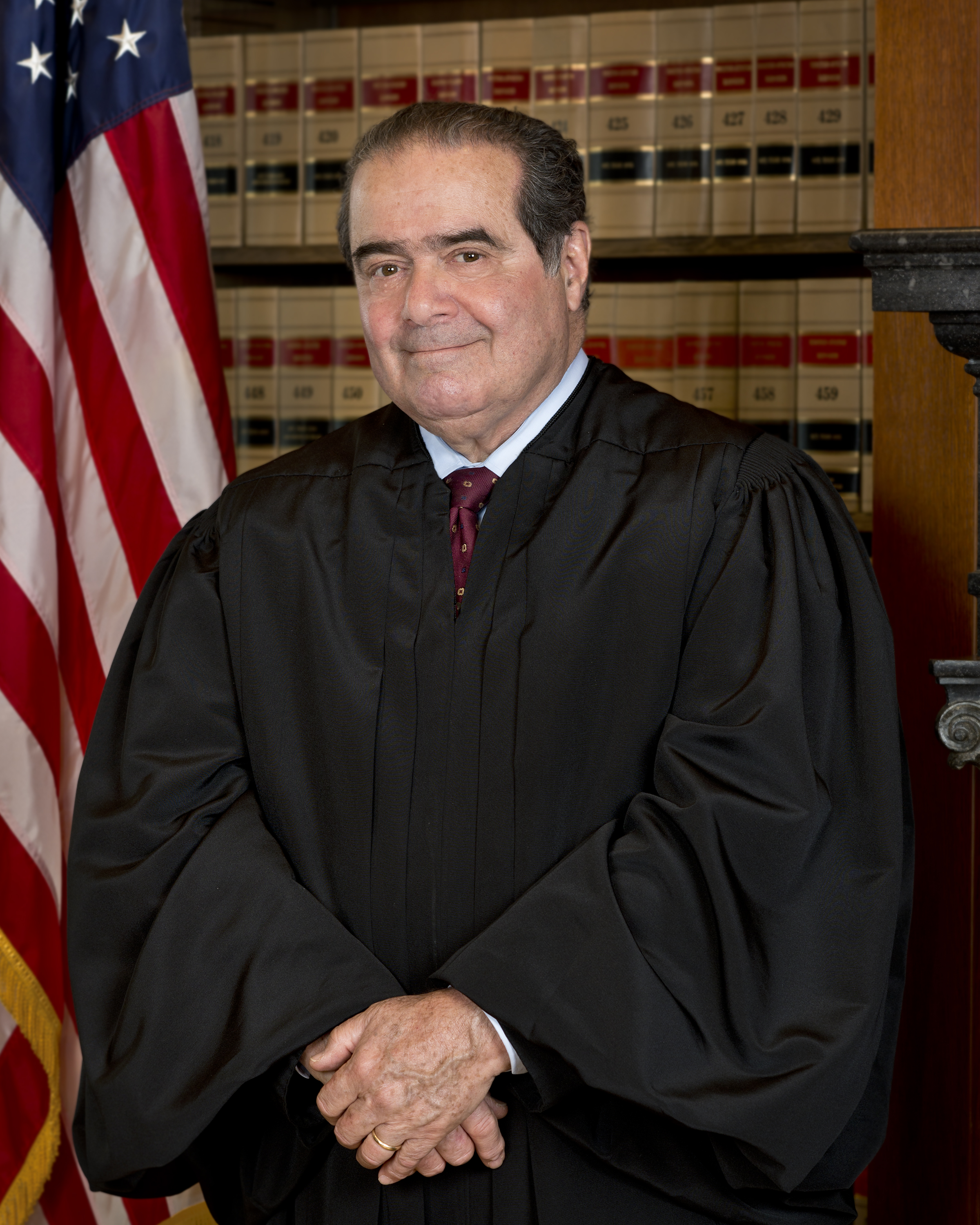
Soudce Antonin Scalia, který napsal většinové stanovisko.

Stanovisko Nejvyššího soudu bylo následující:
(1) Druhý dodatek Ústavy chrání právo jednotlivce vlastnit střelnou zbraň, a to nezávisle na členství v milici, a používat ji k účelům běžně považovaným za zákonné, jako je například sebeobrana v domácnosti.
(a) Úvodní věta dodatku ("dobře udržovaná milice...") vyjadřuje účel, ale nijak neomezuje nebo nerozšiřuje hlavní výrok dodatku. Jazyk a historické pozadí hlavního výroku jasně ukazují, že zaručuje právo jednotlivce držet a nosit zbraně.
(b) Význam úvodní věty je v souladu s tímto výkladem: "milicí" byli myšleni všichni fyzicky schopní muži, kteří se mohli podílet na obraně státu. Antifederalisté se obávali, že federální vláda lid odzbrojí, čímž oslabí občanskou milici a posílí stálou armádu. Reakcí na tuto obavu bylo upření pravomoci Kongresu omezovat dávné právo jednotlivce držet a nosit zbraně, aby byla zachována myšlenka občanské milice.
(c) Tento výklad podporují i podobná ustanovení v ústavách jednotlivých států, která existovala před nebo krátce po přijetí Druhého dodatku.
(d) Ačkoliv historické okolnosti vzniku dodatku nejsou zcela jednoznačné, existují tři návrhy států, které výslovně zmiňovaly individuální právo na držení zbraní.
(e) Výklad dodatku jako individuálního práva podporuje i postoj soudů, zákonodárců a právních vědců od doby jeho přijetí až do konce 19. století.
(f) Žádný z předchozích rozsudků Nejvyššího soudu nevylučuje tento výklad. Ani rozhodnutí ve věcech United States v. Cruikshank (1876) a Presser v. Illinois (1886) nepopírají interpretaci Druhého dodatku jako práva jednotlivce. A ani United States v. Miller (1939) neomezuje právo držet a nosit zbraně pouze na účely spojené s milicí – místo toho stanovuje, že se toto právo vztahuje jen na typy zbraní, které byly užívány milicí, tedy ty, které jsou běžně používány k legálním účelům.
(2) Stejně jako většina ústavních práv, ani toto právo není absolutní. Jednotlivec nemá neomezené právo vlastnit a nosit jakoukoli zbraň, jakýmkoli způsobem a za jakýmkoli účelem. Například zákaz nošení skrytých zbraní je ústavně přípustný. Rozsudek se nemá chápat jako zpochybnění dlouhodobých zákazů držení zbraní odsouzenými zločinci nebo duševně nemocnými osobami, zákazů nošení zbraní na citlivých místech (např. školy, vládní budovy) nebo regulací týkajících se jejich prodeje. Rozhodnutí ve věci Miller podpořilo tradici zákazu „nebezpečných a neobvyklých“ zbraní – právo se vztahuje na běžné zbraně, které jsou běžně používány.
(3) Zákaz krátkých střelných zbraní a požadavek na zajištění spouště zámkem (pokud se uplatňují i při sebeobraně) porušují Druhý dodatek Ústavy. Úplný zákaz držení krátkých střelných zbraní v domácnosti ze strany městského obvodu představuje zákaz celé kategorie "zbraní" ("arms"), které si Američané ve velké většině vybírají pro legální účely sebeobrany. Podle jakéhokoli standardu přezkumu, který soud uplatňuje na výslovně uvedená ústavní práva, by takový zákaz – právě tam, kde je nutnost legální obrany sebe, rodiny a majetku nejpalčivější – neobstál. Stejně tak požadavek, aby jakákoli legálně držená zbraň v domácnosti byla buď rozebraná, nebo zajištěná bezpečnostním zámkem spouště, znemožňuje občanům použít zbraně k jejich základnímu legálnímu účelu, tedy k sebeobraně, a proto je protiústavní. Protože Heller během ústního jednání uznal, že zákon o vydávání zbrojních licencí v D.C. je přípustný, pokud není uplatňován svévolně nebo nespravedlivě. Soud proto předpokládá, že vydání licence uspokojí jeho žádost o nápravu a otázkou licencování se dále nezabývá. Za předpokladu, že Heller není zbaven práva na základě Druhého dodatku, musí mu městský obvod umožnit zaregistrovat jeho krátkou střelnou zbraň a vydat mu povolení k jejímu nošení v domácnosti.
Stanovisko soudu přednesl soudce Antonin Scalia, ke kterému se připojili předseda soudu John G. Roberts Jr. a soudci Anthony M. Kennedy, Clarence Thomas a Samuel Alito.

#### Nálezy a odůvodnění ve věci Druhého dodatku
Nejvyšší soud státu Illinois ve věci People v. Aguilar (2013) shrnul nálezy a odůvodnění z případu Heller:
Ve věci District of Columbia v. Heller, 554 U.S. 570 (2008), Nejvyšší soud provedl svůj vůbec první "průzkum do hloubky" významu Druhého dodatku (str. 635). Po rozsáhlé historické analýze soud nakonec dospěl k závěru, že Druhý dodatek "zaručuje jednotlivci právo vlastnit a nosit zbraně pro případ střetu" (str. 592); že "jádrem" tohoto práva je "přirozené právo na sebeobranu" (str. 628); že "domov" je místem, "kde je potřeba chránit sebe, rodinu a majetek nejnaléhavější" (str. 628); a že Druhý dodatek "především před všemi ostatními zájmy" vyzdvihuje "právo zákonem řádně žijících a odpovědných občanů použít zbraně k obraně domácnosti a rodiny" (str. 635). Na základě tohoto chápání soud rozhodl, že zákon District of Columbia, který zakazoval držení krátkých střelných zbraní v domácnosti, porušuje Druhý dodatek (str. 635).

### Otázky řešené většinou soudu
Jádrem rozhodnutí ve věci District of Columbia v. Heller je, že právo držet a nosit zbraně je právem jednotlivce, úzce spojeným s přirozeným právem na sebeobranu.
Většina vedená Scaliou využívá mnoho historických podkladů k podpoře závěru, že právo držet a nosit zbraně patří jednotlivcům. Přesněji řečeno, Scalia v názoru soudu uvádí, že „lid“, jemuž Druhý dodatek toto právo přiznává, je stejný "lid", který má ochranu podle Prvního a Čtvrtého dodatku "Ústava byla napsána tak, aby jí rozuměli voliči; její slova a fráze byla použita v jejich běžném a obvyklém, nikoli technickém významu. United States v. Sprague, 282 U.S. 716, 731 (1931); viz také Gibbons v. Ogden, 9 Wheat. 1, 188 (1824). Běžný význam může samozřejmě zahrnovat i idiomatický význam, ale vylučuje skrytý či technický význam…"
Na základě tohoto zjištění soud rozhodl, že úplný zákaz krátkých střelných zbraní v domácnosti je protiústavní, protože takový zákaz odporuje jak účelu Druhého dodatku, kterým je sebeobrana – účelu, který soud dosud výslovně nevyjádřil – tak i kritériu „běžného užívání v dané době“ vyplývajícímu z rozhodnutí ve věci Miller: protože jsou krátké střelné zbraně běžně užívány, je jejich držení chráněno.
Soud navrhuje jako řešení, že "za předpokladu, že Heller není zbaven práva na základě Druhého dodatku, musí mu městský obvod umožnit zaregistrovat jeho krátkou střelnou zbraň a vydat mu povolení k jejímu nošení v domácnosti." Soud rovněž naznačil, že by mohla být dostupná i jiná náprava, například zrušení požadavku na licenci pro nošení zbraně v domácnosti, ale taková náprava nebyla požadována: "Žalovaný během ústního jednání připustil, že nemá problém s licencováním a že zákon městského obvodu je přípustný, pokud není uplatňován svévolně či nespravedlivě. (Záznam ústního jednání, str. 74–75.) Proto předpokládáme, že vydání licence uspokojí jeho žádost o nápravu, a otázku licencování dále neřešíme."
Co se týče rozsahu práva, soud v obiter dictum (řečeno na okraj) napsal: "Ačkoli dnes nepodáváme vyčerpávající historickou analýzu plného rozsahu Druhého dodatku, nic v našem stanovisku by nemělo být chápáno tak, že zpochybňuje dlouhodobé zákazy držení zbraní osobami odsouzenými za trestné činy či duševně nemocnými, ani zákony zakazující nošení zbraní na citlivých místech, jako jsou školy a vládní budovy, ani zákony ukládající podmínky a kvalifikace při obchodním prodeji zbraní."
Soud také připojil poznámky týkající se soukromého vlastnictví samopalů. Při tom naznačil, že významnější je kritérium „běžného užívání v dané době“ z rozhodnutí Miller, které samostatně chrání krátké střelné zbraně, než první kritérium (chránící zbraně, které "mají rozumný vztah k zachování nebo efektivitě dobře organizované milice"), které nemusí samostatně chránit samopaly: "Může být namítáno, že pokud mohou být zakázány zbraně nejvhodnější pro vojenskou službu – například pušky M16 a podobné –, pak je právo podle Druhého dodatku zcela odděleno od úvodní věty. Ale jak jsme již řekli, představa milice v době ratifikace Druhého dodatku byla sbor všech občanů schopných vojenské služby, kteří by do ní přinášeli zákonné zbraně, jež vlastnili doma."
Soud se nezabýval otázkou, jakou úroveň soudního přezkumu by měly nižší soudy používat při rozhodování budoucích případů tvrdících, že proběhlo porušení práva držet a nosit zbraně: "Protože tento případ představuje první důkladné zkoumání Druhého dodatku tímto soudem, nelze od něj očekávat, že objasní celou oblast tohoto práva." Soud dále uvádí: "Kdyby k omezení práva držet a nosit zbraně stačilo jen prokázat nějaký racionální důvod, pak by byl Druhý dodatek nadbytečný vzhledem k samostatným ústavním zákazům iracionálních zákonů – a neměl by žádný účinek." Dále, k návrhu soudce Breyera na "soudem posilované 'vyvážení zájmů'," soud konstatuje: "Neznáme žádné jiné výslovně uvedené ústavní právo, jehož základní ochrana by byla podrobena samostatnému přístupu 'vyvažování zájmů'."

### Nesouhlasná stanoviska

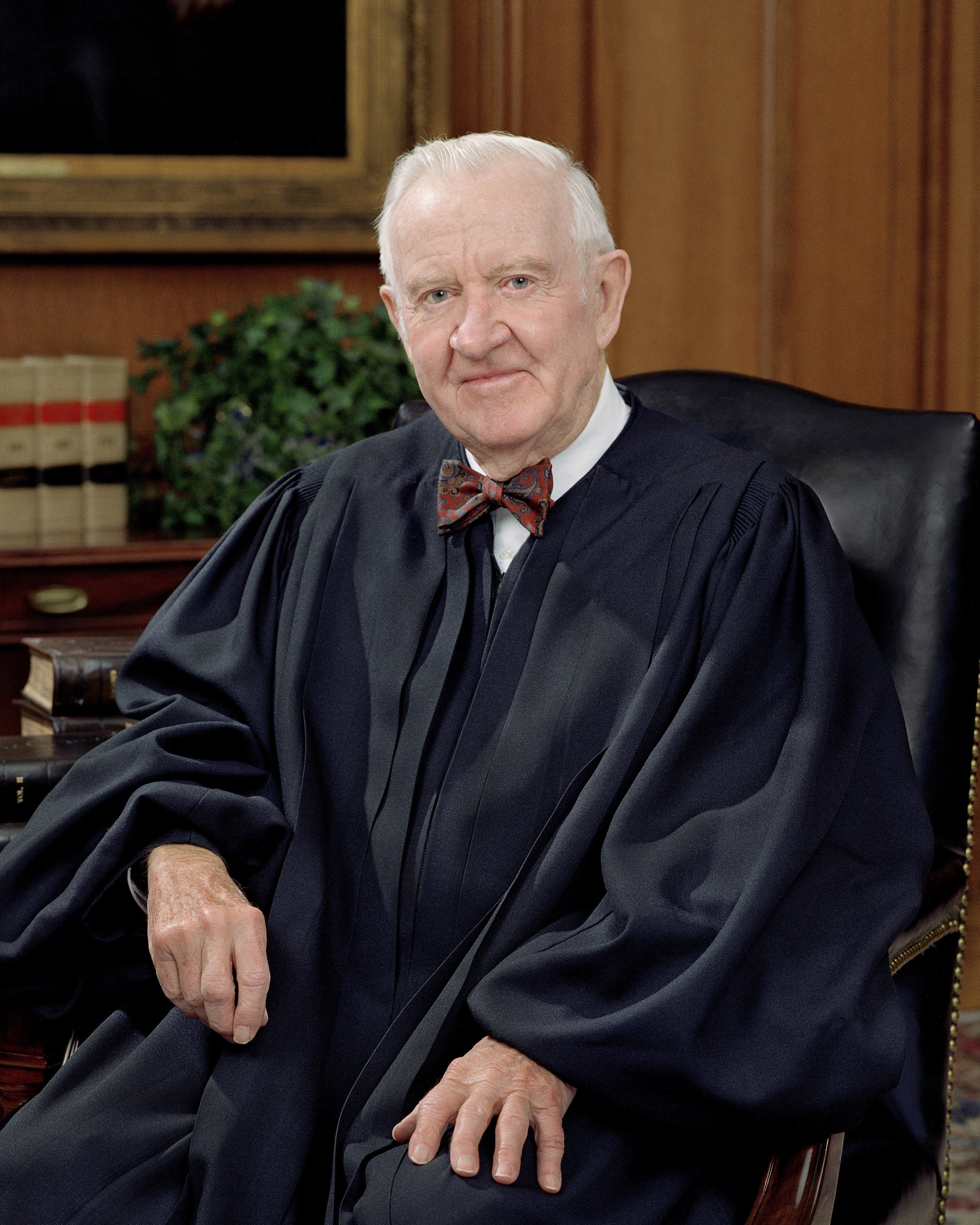
Sourdce John Paul Stevens, který sepsal nesouhlasné stanovisko.

V nesouhlasném stanovisku soudce John Paul Stevens uvedl, že rozhodnutí soudu představuje "krkolomný a nepřesvědčivý výklad", který převrací dlouhodobý precedent, a že soud tímto rozhodnutím způsobil "dramatický otřes v právu". Stevens rovněž poznamenal, že druhý dodatek ústavy je pozoruhodný tím, že v něm chybí jakékoli ustanovení, které by zmiňovalo právo používat střelné zbraně pro lov nebo osobní sebeobranu — tedy účely, které jsou výslovně uvedeny v Listinách práv států Pensylvánie a Vermont.
Stevensovo nesouhlasné stanovisko se opírá o čtyři hlavní výhrady:
- Kdyby chtěli Otcové zakladatelé skutečně zaručit individuální právo, výslovně by to do znění druhého dodatku uvedli;

- Úvodní věta s výrazem "milice" a přesné znění "držet a nosit zbraně" jednoznačně ukazují, že druhý dodatek se týká pouze služby ve státních milicích;

- Výklady nižších soudů, které se přiklánějí ke "kolektivnímu právu" (např. podle rozhodnutí ve věci Miller), zakládají právní precedent (stare decisis), který by měl být změněn jen ve výjimečných případech;

- Nejvyšší soud nikdy neprohlásil zákony o kontrole zbraní (např. Zákon o střelných zbraních – National Firearms Act) za protiústavní.

Na závěr Stevens píše:
"Soud by nám chtěl namluvit, že Otcové zakladatelé se před více než 200 lety rozhodli omezit možnosti, které mají volení představitelé k dispozici při snaze regulovat civilní používání zbraní… Nemohu v žádném případě dojít k závěru, že by Otcové zakladatelé učinili takové rozhodnutí."
Nesouhlasné stanovisko soudce Stevense podpořili soudci David Souter, Ruth Bader Ginsburg a Stephen Breyer.
Soudce Breyer sepsal samostatné nesouhlasné stanovisko, ke kterému se připojili ti samí nesouhlasící soudci. V tomto stanovisku se Breyer snaží ukázat, že i pokud vyjdeme z předpokladu, že druhý dodatek zaručuje individuální právo, zákaz držení ručních zbraní a povinnost používat zámek na spoušť ve Washingtonu, D.C. mohou být přesto přípustným omezením tohoto práva.
Breyerovo nesouhlasné stanovisko se opírá o historické obecní předpisy týkající se požární bezpečnosti, které zakazovaly skladování střelného prachu (např. v Bostonu bylo zakázáno nosit nabité zbraně do určitých budov), a o zákony proti obtěžování, které ukládaly pokuty nebo propadnutí zbraně za neopatrné zacházení. Tyto příklady podle něj dokládají, že Druhý dodatek byl historicky chápán tak, že nebrání regulaci civilního vlastnictví zbraní. Dále Breyer argumentuje nezbytností zákonů o kontrole zbraní z hlediska veřejné bezpečnosti a cituje, že "zbraně jsou v této zemi příčinou 69 úmrtí denně".
Na základě těchto dvou argumentačních pilířů dochází Breyerovo nesouhlasné stanovisko k závěru, že "jednoduše neexistuje žádné nedotknutelné ústavní právo zaručené druhým dodatkem, které by zaručovalo možnost mít nabité krátké střelné zbraně v domácnostech v městských oblastech s vysokou kriminalitou". Navrhuje, aby se zákony o střelných zbraních posuzovaly pomocí tzv. vážení zájmů ("interest-balancing approach"), tedy porovnáním ústavní ochrany podle druhého dodatku s převažujícím veřejným zájmem státu na předcházení kriminalitě.
Breyer rovněž vyjádřil nesouhlas s tím, že většinové stanovisko používá rozlišení podle "běžného použití" (common use), kterým odlišuje krátké střelné zbraně od samopalů. Kritizuje to slovy:
"Jaký smysl má tento přístup? Podle logiky většiny, pokud by Kongres a jednotlivé státy zrušily omezení vlastnictví a používání samopalů a lidé by si je začali pořizovat na ochranu domova, musel by soud své rozhodnutí přehodnotit a uznat, že druhý dodatek skutečně chrání individuální právo na držení samopalu v souvislosti s osobní obranou… Neexistuje žádný důvod se domnívat, že Otcové zakladatelé zamýšleli takto kruhovou logiku."

## Zapojení neúčastníků řízení

### Národní střelecká asociace (NRA)
Advokát Alan Gura použil ve spisu z roku 2003 označení "fiktivní soudní spor" (sham litigation) pro pokusy NRA sloučit případ Parker (později známý jako Heller) s vlastním případem napadajícím zákon District of Columbia. Gura také uvedl, že "NRA byla rozhodně proti tomu, aby se Nejvyšší soud případem zabýval". Tyto obavy vycházely z hodnocení právníků NRA, podle kterého v době podání žaloby panovalo riziko, že by soud mohl rozhodnout v jejich neprospěch.
Robert Levy, hlavní právní zástupce žalobců v případu Parker a vedoucí pracovník Cato Institutu, uvedl, že žalobci čelili "opakovaným pokusům ze strany NRA celý spor zmařit". Dále řekl: "Zásahy NRA nás zdržely a téměř celý případ zničily. Šlo o velmi napjatý vztah."
Wayne LaPierre, výkonný ředitel NRA, potvrdil pochybnosti organizace. Řekl: "Mezi našimi ústavními právníky skutečně panovaly neshody o tom, zda existuje většina soudců Nejvyššího soudu, kteří by podpořili ústavu tak, jak je napsaná." Oba, Levy i LaPierre, však později uvedli, že vztahy mezi NRA a Levyho týmem žalobců se zlepšily a jsou nyní dobré.
Elaine McArdle napsala v Harvard Law Bulletin: "Pokud je případ Parker tím dlouho očekávaným 'čistým' případem, může to být i tím, že zastánci individuálního výkladu druhého dodatku – včetně NRA, která v případu podala podání přátel soudu (amicus brief) – se poučili z předchozích porážek a vytvořili strategii, která maximalizovala šanci na projednání případu Nejvyšším soudem." NRA nakonec řízení podpořila právě tímto podáním, v němž argumentovala, že žalobci v případu Parker mají aktivní legitimaci a že zákaz zbraní v D.C. odporuje druhému dodatku.
Chris Cox, výkonný ředitel legislativního institutu NRA, dříve vyjádřil podporu federálnímu zákonu, který by zrušil zákaz krátkých střelných zbraní v D.C. Odpůrci takového zákona však argumentovali, že by to učinilo případ Parker bezpředmětným a znemožnilo by projednání případu Nejvyšším soudem.
Bezprostředně po rozhodnutí Nejvyššího soudu podala NRA žalobu proti městu Chicago kvůli jeho zákazu střelných zbraní, a následující den také žalobu proti městu San Francisco kvůli zákazu krátkých střelných zbraní ve veřejném bydlení.

### Brady Campaign to Prevent Gun Violence
Organizace Brady Campaign to Prevent Gun Violence nesouhlasila s argumenty žalobců v případu Parker a předložila proti nim stanovisko přátel soudu (amicus curiae) jak u okresního, tak odvolacího soudu.
Paul Helmke, prezident Bradyovy kampaně, navrhl Washingtonu D.C., aby místo podání odvolání k Nejvyššímu soudu raději změnil svou legislativu o zbraních — a to ještě před tím, než Nejvyšší soud udělil certiorari. Helmke tehdy napsal, že pokud Nejvyšší soud potvrdí rozhodnutí odvolacího soudu, "mohlo by to vést k tomu, že budou zpochybněny všechny současné i navrhované zákony o střelných zbraních."
Po vynesení rozsudku Helmke prohlásil, že "klasický argument o 'šikmé ploše' — tedy že i mírná regulace zbraní nevyhnutelně povede k úplnému zákazu jejich vlastnictví — už nadále neplatí". Dodal také, že "soud odmítl i absolutistický výklad druhého dodatku, podle kterého má kdokoli kdykoli právo na jakoukoli zbraň — výklad, který mnozí politici využívali jako záminku, proč nečinit žádné kroky proti epidemii střeleckého násilí v naší zemi a proč blokovat přijetí rozumných regulací zbraní."

## Reakce

### Reakce na rozhodnutí nižších soudů
Různí experti vyjádřili své názory na rozhodnutí odvolacího soudu pro obvod District of Columbia.
Profesor Harvard Law School Laurence Tribe tvrdil, že Druhý dodatek chrání právo jednotlivce, a předpověděl, že pokud by případ Parker přezkoumával Nejvyšší soud, "existuje celkem slušná šance, že by rozhodnutí bylo potvrzeno." Tribe však zároveň zastával názor, že zákaz určité třídy zbraní ve Washingtonu neporušuje Druhý dodatek, a to ani z pohledu, který toto právo chápe jako individuální.
Erwin Chemerinsky, tehdy působící na Duke Law School a dnes děkan právnické fakulty Kalifornské univerzity v Berkeley, argumentoval, že washingtonské zákony o krátkých střelných zbraních by mohly být – i za předpokladu výkladu Druhého dodatku jako individuálního práva – považovány za přiměřenou regulaci a tudíž ústavní. Podle Chemerinskyho by se regulace zbraní měla posuzovat podobně jako jiné zásahy do vlastnických práv v moderním ústavním právu – tedy že jsou přípustné, pokud mají racionální vztah k legitimnímu cíli vlády. Nicméně výklad v případě Heller naznačuje, že pouhé měřítko "racionálního důvodu" je nesprávné a že by takový přístup ve skutečnosti popřel smysl Druhého dodatku.

### Reakce na rozhodnutí Nejvyššího soudu
Robert Levy, vedoucí pracovník z Cato Institutu a spoluprávník žalobců v případu Parker, s rozhodnutím souhlasil, ale zároveň zdůraznil, že jeho výklad Druhého dodatku nevylučuje veškerou regulaci soukromého vlastnictví zbraní ze strany státu:
I samotná NRA uznává, že nelze nechat šílence běhat po světě se zbraněmi hromadného ničení. Některá omezení tedy přípustná jsou – a bude úkolem zákonodárců a soudů tato omezení vymezit. Jsem si ale jist, že přímé zákazy krátkých střelných zbraní, jako jsou ty ve Washingtonu, neprojdou. Takové opatření nelze považovat za rozumné omezení podle žádného výkladu. To není omezení, to je zákaz.
Clark Neily, právník zastupující Dicka Hellera, uvedl o případu Heller:
Amerika žila přes 200 let bez jasné odpovědi, zda klíčové ustanovení Listiny práv má vůbec nějaký význam. Chyběl jediný hlas, aby nám soud řekl, že nikoliv – navzdory faktu, že panuje takřka celonárodní shoda, že Druhý dodatek říká to, co říká: Právo lidu držet a nosit zbraně nesmí být porušeno. Brát práva vážně – i ta, která sami osobně nemusíme podporovat – je zdravé pro demokracii. A případ Heller byl v tomto ohledu silným impulsem.
Richard Posner, soudce amerického Odvolacího soudu pro sedmý okruj, přirovnal případ Heller k rozhodnutí Roe v. Wade, s tím, že i Heller vytvořil nové federální ústavní právo, které do té doby neexistovalo. Tvrdí také, že pokud by soud skutečně použil originalistickou metodu (k níž se soudce Antonin Scalia hlásil), výsledek by byl opačný, než jaký nakonec většina přijala.
Text Druhého dodatku – ať už posuzovaný samostatně, nebo s ohledem na dobové obavy, které vedly k jeho přijetí – nezakládá žádné právo na soukromé držení zbraní pro lov, sport nebo na obranu osoby či majetku. Je dokonce pochybné, zda lze dodatek vykládat tak, že zaručuje členům státních milicí právo uchovávat zbraně doma – protože by to mohlo snižovat jejich efektivitu. Představme si, že část státní milice je nasazena v boji a potřebuje další zbraně. Měl by její velitel obcházet domovy nemobilizovaných členů a vybírat od nich zbraně? Nebo by měl mít přístup ke zbraním ve zbrojnici? Vzhledem k tomu, že smyslem Druhého dodatku – jak plyne z jeho jazyka i historického pozadí – bylo zajistit funkčnost státních milicí, nedával by výklad, který státům brání v efektivním systému skladování a distribuce vojenské výzbroje, žádný smysl.
J. Harvie Wilkinson III, předseda Odvolacího soudu pro čtvrtý okruh, souhlasí s analýzou soudce Posnera a tvrdí, že rozhodnutí Heller "povzbuzuje Američany k tomu, co jim konzervativní soudci po léta radili nedělat: obcházet volby a prosazovat své politické cíle u soudů.
Heller je promarněnou příležitostí – šancí ukotvit konzervativní právní výklad v trvalých a konzistentních zásadách zdrženlivosti. Ústava na mnoha místech vyjadřuje potřebu soudní zdrženlivosti – například prostřednictvím dělby moci, federalismu nebo udělením doživotního mandátu nesvoleným soudcům. Je ironií, že Heller se ve jménu originalismu vzdává principů, které byly pro Otce zakladatele zásadní.
Alan Gura, hlavní právní zástupce odpůrce ve věci Heller, odmítl Wilkinsonovu kritiku a uvedl:
Naopak, soud potvrdil původní veřejný význam Druhého dodatku, jak vyplývá z jeho jednoznačného znění. Poté, co určil, co dodatek znamená, projevil soud vůči naprostému popření ústavního textu ze strany městské rady Washingtonu D.C. přesně tolik úcty, kolik si zasloužilo: žádnou.

## Důsledky soudního rozhodnutí
Od rozhodnutí Nejvyššího soudu v červnu 2008 projednaly nižší federální soudy přes 80 případů týkajících se ústavnosti různých zákonů o kontrole zbraní. Jednalo se o žaloby proti zákazům držení střelných zbraní osobami odsouzenými za trestné činy, drogově závislými, nelegálními imigranty nebo osobami odsouzenými za domácí násilí. Soudy se rovněž zabývaly ústavností zákazů některých typů zbraní, například samopalů, zkrácených brokovnic nebo specifických doplňků ke zbraním.
Dále se soudy zabývaly námitkami proti zákonům, které zakazují nošení zbraní na poštách a v blízkosti škol, proti zákazům tzv. „nastrčených“ nákupů (kdy někdo koupí zbraň pro jinou osobu), proti zákazu nošení skrytých zbraní, určitých druhů střeliva a držení neregistrovaných střelných zbraní. Do května 2019 bylo po celé zemi zaznamenáno více než 1 370 případů, ve kterých byla Druhým dodatkem zpochybňována různá restriktivní opatření v oblasti držení zbraní. Ve většině těchto případů však nižší soudy dotyčné zákony nebo trestní rozsudky potvrdily jako ústavní.
S minimálním vodítkem ze strany Nejvyššího soudu ve věci Heller bylo na nižších soudech, aby samy vymezily rozsah práv zaručených Druhým dodatkem a určily správné kritérium pro jejich přezkum. Většinu výše zmíněných právních předpisů soudy uznaly za ústavní. Klíčovým podkladem pro tato rozhodnutí byla pasáž z rozsudku ve věci Heller, kde se uvádí:
Nic v našem stanovisku by nemělo být chápáno tak, že zpochybňuje dlouhodobé zákazy držení zbraní osobami odsouzenými za trestné činy či duševně nemocnými, ani zákony zakazující nošení zbraní na citlivých místech, jako jsou školy a vládní budovy, ani zákony ukládající podmínky a kvalifikace při obchodním prodeji zbraní.
Od rozhodnutí ve věci Heller panuje mezi federálními soudy dlouhodobá shoda, že téměř všechna současná opatření na kontrolu zbraní jsou v souladu se zákonem. Podle Adama Winklera, profesora ústavního práva na UCLA, totiž: "Zastánci práva na zbraně zjišťují, že naprostá většina zákonů omezujících zbraně spadá právě do těchto výjimek."
Robert Levy, výkonný ředitel Cato Institutu, který financoval soudní řízení ve věci Heller, komentoval uvedenou pasáž o ústavně přípustných omezeních takto: "Byl bych raději, kdyby tam vůbec nebyla." A dodal, že tato část Scaliova stanoviska "způsobila více zmatku než užitku."
Podobně jako v případech, kde byly po rozhodnutí ve věci Heller v rámci soudních vyrovnání zrušeny zákazy držení zbraní, zaznělo i v případu USA v. Arzberger (rovněž rozhodnutém po případu Heller) následující stanovisko:
Do té míry, do jaké Druhý dodatek zakládá právo jednotlivce držet střelnou zbraň nezávisle na jakémkoli vojenském účelu, zakládá tím zároveň ústavně chráněnou oblast osobní svobody (liberty interest). A přestože Nejvyšší soud naznačil, že toto privilegium může být odňato určitým skupinám, například osobám odsouzeným za trestný čin, neexistuje důvod, proč by mělo být automaticky upíráno osobám, které jsou pouze obviněny z některých trestných činů.

### District of Columbia

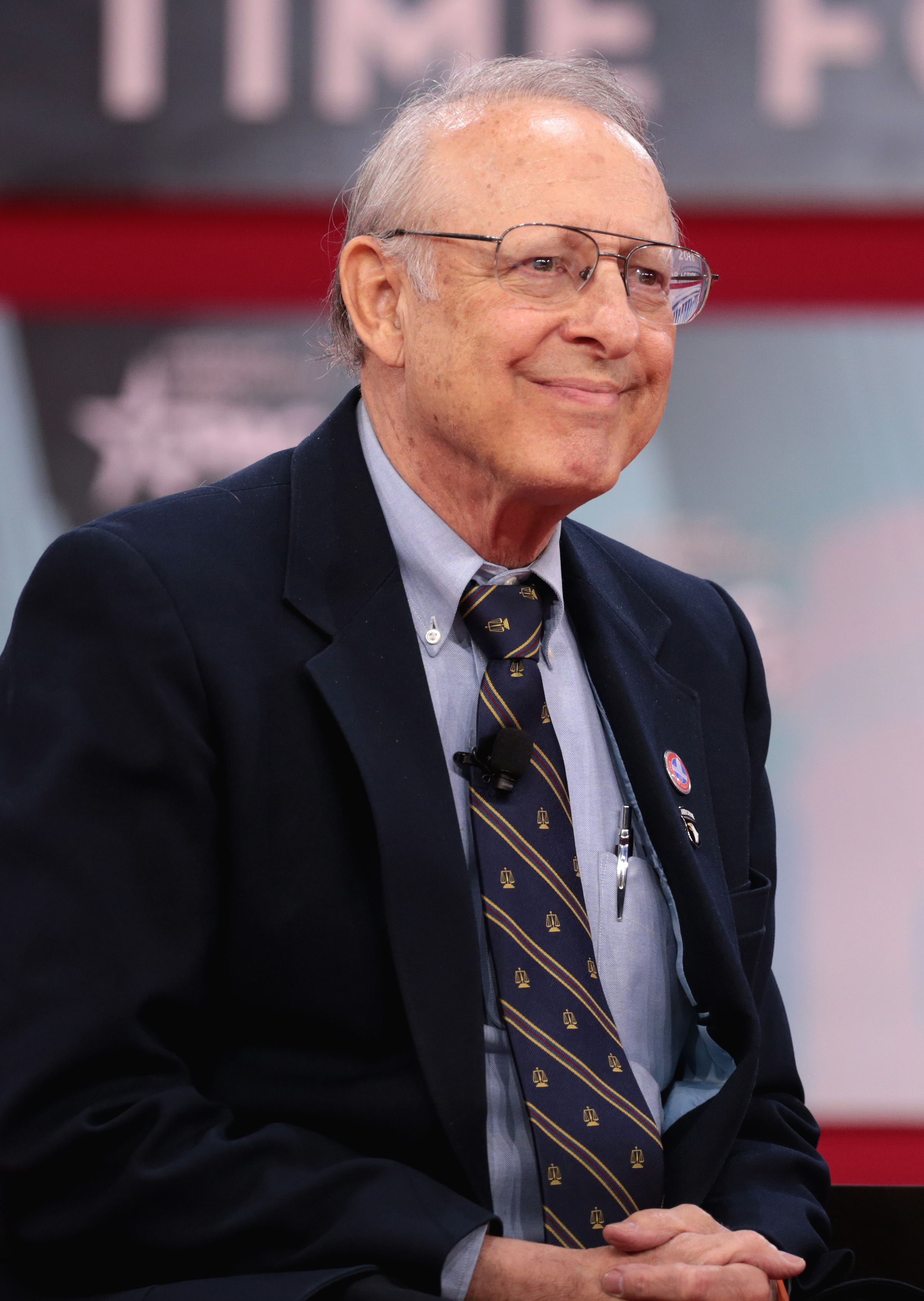
Dick Heller na snímku z roku 2018

Vládní představitelé District of Columbia řekli, že budou dál používat územní pravidla, aby zabránili prodejcům zbraní v provozu a prodeji zbraní lidem, kteří v Districtu bydlí. To znamená, že pro obyvatele Districtu bude i nadále těžké legálně si tam koupit zbraň. Kromě toho District zavedl nové omezení držení zbraní, aby odstranil ústavní nedostatky vyhlášky, které Nejvyšší soud identifikoval v rozhodnutí Heller. Nová ustanovení zahrnovala: (1) postup registrace střelných zbraní; (2) zákaz útočných zbraní (assault weapons); a (3) zákaz zásobníků s velkou kapacitou střeliva. V reakci na to Dick Heller napadl tato nová omezení podáním občanskoprávní žaloby s názvem Heller v. District of Columbia (Civil Action No. 08-1289 (RMU), No. 23., 25), v níž požadoval zkrácené řízení (summary judgment), aby byla nová omezení zrušena. Dne 26. března 2010 soudce okresního soudu D.C. Ricardo M. Urbina Hellerův návrh zamítl a vyhověl protižalobě s tím, že soud "dochází k závěru, že regulace, které žalobci napadají, oprávněně omezují výkon základního práva podle Druhého dodatku k použití zbraní pro účely sebeobrany v domácnosti."
Dicku Hellerovi byla zamítnuta žádost o registraci jeho poloautomatické pistole, protože šlo o zbraň se spodním zásobníkem (bottom-loading). Podle výkladu Districtu jsou všechny takové zbraně – včetně pušek se zásobníkem, které nemají útočný charakter – zakázány, protože jsou zařazeny do stejné kategorie jako samopaly. Revolvery pravděpodobně takovému zákazu nepodléhají.
Dne 16. prosince 2008 městská rada D.C. jednomyslně schválila Zákon o mimořádné novele registrace střelných zbraní z roku 2008 (anglicky Firearms Registration Emergency Amendment Act of 2008), který reaguje na problémy uvedené v rozhodnutí Nejvyššího soudu ve věci Heller a zároveň zavádí řadu registračních požadavků za účelem aktualizace a zpřísnění místních zákonů o zbraních.
Názor soudce Antonina Scalii za většinu Nejvyššího soudu poskytl ochranu Druhého dodatku běžně používaným a oblíbeným krátkým střelným zbraním, nikoli však neobvyklým zbraním nebo zbraním užívaným k protiprávním účelům, jako jsou krátké brokovnice. Scalia uvedl: "Ať už je důvod jakýkoli, krátké střelné zbraně jsou nejoblíbenější zbraní, kterou si Američané volí k sebeobraně v domácnosti, a jejich úplný zákaz je protiústavní." "Myslíme si, že Millerovu formulaci 'běžné vojenské vybavení' je třeba číst v souvislosti s tím, co následuje: 'Obvykle se při povolání do milice očekávalo, že schopní muži se dostaví se zbraněmi, které si sami přinesli a které byly v té době běžně používané.'" "Případ Miller tedy vykládáme tak, že Druhý dodatek nechrání ty zbraně, které zákonní občané běžně nevlastní pro zákonné účely, jako jsou krátké brokovnice." "Může být namítáno, že pokud lze zakázat zbraně nejvíce využitelné ve vojenské službě – jako pušky M-16 a podobné – pak je právo dle Druhého dodatku zcela odděleno od úvodní věty. Ale jak jsme již uvedli, pojem milice v době ratifikace Druhého dodatku označoval soubor všech občanů způsobilých k vojenské službě, kteří si do služby přinesli druhy zákonných zbraní, jež vlastnili doma."
Dne 24. července 2014 okresní soud Districtu Columbia ve věci Palmer v. District of Columbia rozhodl, že úplný zákaz nošení funkčních krátkých střelných zbraní na veřejnosti v Districtu je protiústavní. Ve svém rozhodnutí soud uvedl: "[...] soud shledává, že úplný zákaz nošení krátkých střelných zbraní na veřejnosti v D.C. je protiústavní. V důsledku toho soud schvaluje návrh žalobců na rozhodnutí bez projednání a zakazuje obžalovaným vymáhat omezení podle § 7-2502.02(a)(4) a § 22-4504(a) právního řádu D.C., pokud District nezavede licenční mechanismus v souladu s ústavními standardy umožňující lidem vykonávat své právo dle Druhého dodatku na nošení zbraní. Navíc tento zákaz zakazuje Districtu úplně zakázat nošení krátkých střelných zbraní na veřejnosti za účelem sebeobrany jiným kvalifikovaným osobám, které nejsou rezidenty Districtu, pouze proto, že nejsou jeho obyvateli."

### New York

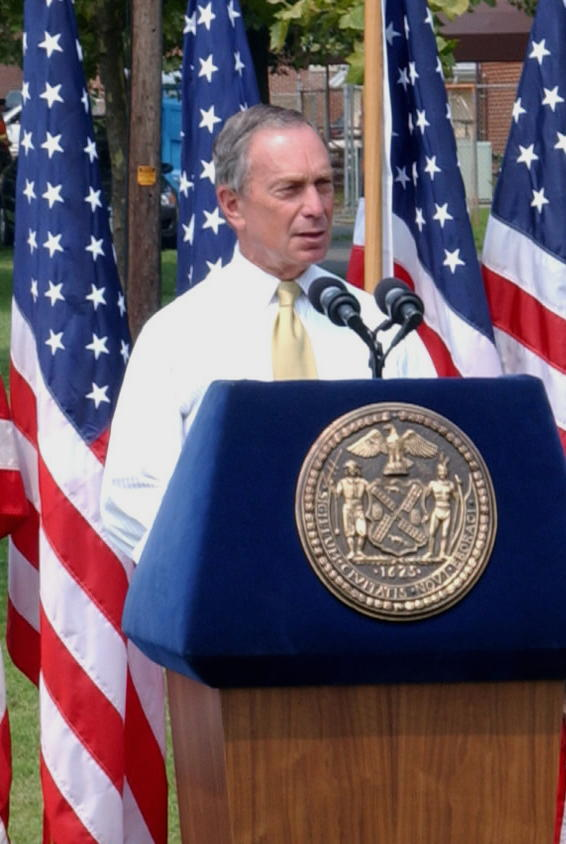
Bloomberg při projevu

Starosta New Yorku Michael Bloomberg uvedl, že "všechny zákony platné ve státě New York a ve městě New York" budou tímto rozhodnutím považovány za "rozumnou regulaci". Robert Levy prohlásil, že současné zákony o zbraních v New Yorku nejsou „moc odlišné“ od zákazu v D.C., který byl zrušen. Národní střelecká asociace (NRA) a další zastánci práv na zbraně nevylučují podání žaloby proti New Yorku, zejména kvůli definici „rozumné regulace“.
Smírčí soudce James Francis ze Southern District of New York uvedl, že před rozhodnutím Heller by nebylo považováno za nerozumné požadovat od obviněného odevzdání zbraně jako podmínku předběžného propuštění. Konkrétně podle soudce Francise:
Vše se však změnilo nedávným rozhodnutím Nejvyššího soudu USA ve věci District of Columbia v. Heller, 128 S.Ct. 2783 (2008), v němž soud změnil dosavadní výklad Druhého dodatku tím, že – podle jeho vlastních slov – vytvořil "ústavně chráněnou oblast osobní svobody" ("protectible liberty interest") ve vztahu k držení střelných zbraní. Požadavek, aby obviněný bez předchozího individuálního posouzení při vazebním řízení odevzdal své zbraně, tak představuje porušení práva na řádný proces.
Ve věci Maloney v. Rice (též známé jako Maloney v. Cuomo a Maloney v. Spitzer), 554 F.3d 56 (2d. Cir. 2009), původně soud druhého okruhu rozhodl, že Druhý dodatek se nevztahuje na státy v rámci tohoto okruhu. Případ se týkal zákazu nunčaků ve státě New York. V memorandu ze dne 29. června 2010 Nejvyšší soud zrušil rozhodnutí druhého okruhu ve věci Maloney a případ vrátil k novému projednání s ohledem na rozhodnutí ve věci McDonald v. City of Chicago, které potvrdilo, že Druhý dodatek se vztahuje i na státy. Druhý okruh následně případ vrátil k okresnímu soudu.

### Illinois
Národní střelecká asociace (NRA) podala po rozhodnutí ve věci Heller pět souvisejících žalob. Ve čtyřech případech v Illinois se snažila prosadit, aby byl Druhý dodatek uplatněn prostřednictvím Čtrnáctého dodatku i vůči jednotlivým státům a místním samosprávám, nikoliv pouze vůči federální vládě. Tři z těchto žalob byly vyřešeny mimosoudními dohodami, které vedly ke zrušení místních vyhlášek zakazujících střelné zbraně, ale nevedly k tomu, že by byl Druhý dodatek výslovně uplatněn na úrovni států či obcí. Čtvrtá žaloba NRA proti městu Chicago byla soudem zamítnuta. NRA se proti rozhodnutí odvolala k Odvolacímu soudu pro sedmý okruh. Dne 2. června 2009 tento soud rozhodnutí nižší instance potvrdil s tím, že Heller se vztahuje pouze na federální vládu (včetně District of Columbia), nikoliv na jednotlivé státy či jejich podřízené orgány. Toto rozhodnutí bylo v přímém rozporu s dřívějším stanoviskem Odvolacího soudu pro devátý okruh, který dospěl k závěru, že Heller se vztahuje i na jednotlivé státy.
Dne 28. června 2010 Nejvyšší soud USA rozhodnutí sedmého okruhu ve věci McDonald v. City of Chicago zvrátil a případ vrátil zpět k soudu sedmého okruhu, aby posoudil, zda některá chicagská omezení týkající se zbraní nejsou v rozporu s Druhým dodatkem. Soudce Breyer přirovnal chicagský zákon o zákazu krátkých střelných zbraní k zákazu ve Washingtonu, D.C.
Podobně tři města v Illinois, která dříve měla plošný zákaz krátkých střelných zbraní, svá opatření zrušila. Jednalo se o Morton Grove, Wilmette a Evanston. V posledním případě došlo ke zrušení zákazu pouze částečně.
Ve věci Ezell v. Chicago, rozhodnuté 6. července 2011, Odvolací soud pro sedmý okruh zvrátil rozhodnutí okresního soudu, podle něhož byla opatření přijatá městem Chicago po rozsudku ve věci McDonald ústavně konformní. Chicagská vyhláška požadovala, aby žadatelé o zbrojní průkaz absolvovali výcvik na střelnici, avšak zároveň zakazovala provozování střelnic na území města. Město argumentovalo tím, že žadatelé mohou výcvik absolvovat na střelnicích v předměstí. Soud však konstatoval, že Chicago nemůže omezovat práva garantovaná Druhým dodatkem s odůvodněním, že je lze uplatnit jinde – stejně jako nemůže omezit svobodu projevu s poukazem na to, že občané se mohou svobodně vyjadřovat mimo území města.

### California
Dne 14. ledna 2009 bylo ve věci Guy Montag Doe v. San Francisco Housing Authority dosaženo mimosoudního vyrovnání mezi NRA a Sanfranciským bytovým úřadem (SFHA). Dohoda umožnila nájemníkům držet legálně vlastněné střelné zbraně v bytech spravovaných tímto úřadem. Výsledkem žaloby bylo odstranění ustanovení o zákazu zbraní z nájemních smluv SFHA. Mluvčí bytového úřadu Tim Larsen uvedl, že úřad nikdy neměl v úmyslu zákaz z roku 2005 vymáhat vůči zákona dbalým držitelům zbraní – a že to také nikdy neudělal.

### Idaho
Dne 10. ledna 2014, ve věci Morris v. U.S. Army Corps of Engineers, okresní soud zrušil předpis vydaný Sborem armádních inženýrů (United States Army Corps of Engineers), který zakazoval držení nabitých střelných zbraní v rekreačních oblastech v okolí přehrad pod jeho správou. Soud dospěl k závěru, že stan lze považovat za obdobu domova, a proto se na něj podle rozhodnutí ve věci Heller vztahuje ochrana práv vyplývajících z Druhého dodatku.

## Dopady rozhodnutí
Rozhodnutí ve věci McDonald v. City of Chicago, které bylo podáno jako reakce na případ Heller a vyneseno v roce 2010, zrušilo značnou část chicagských zákonů o nákupu a registraci zbraní a zpochybnilo platnost mnoha dalších státních a místních předpisů omezujících nákup, držení a nošení střelných zbraní.
Soudce Stevens později označil toto rozhodnutí za „bezpochyby nejjasněji nesprávné rozhodnutí, které Nejvyšší soud během mého působení na lavici vydal“, a vyzval k ústavnímu dodatku, který by jej zrušil.
Právník a analytik Druhého dodatku Stephen Halbrook, který úspěšně hájil tři případy týkající se střelných zbraní před Nejvyšším soudem, shrnul většinový názor ve věci Heller jako založený na "textu, historii a tradici". Halbrook tvrdil, že individuální právo nosit zbraň není vynálezem aktivistů za práva držitelů zbraní z posledních desetiletí, ale představuje textuální interpretaci potvrzenou historickým kontextem Druhého dodatku. Tento kontext zahrnuje anglické Deklarace práv z roku 1689, jakož i "komentáře po ratifikaci, předválečné soudní názory, rekonstrukční legislativu a komentáře po občanské válce".
Soudní vyjádření, že právo chráněné Druhým dodatkem je omezené, bylo široce diskutováno nižšími soudy i médii. Podle soudce Johna Paula Stevense se mu podařilo přesvědčit soudce Anthonyho M. Kennedyho, aby požádal o "některé důležité úpravy" názoru soudce Scalii, takže konečná verze rozhodnutí Heller "by neměla být chápána tak, že zpochybňuje" četné existující zákony o zbraních ve Spojených státech.
Toto rozhodnutí vedlo k případu Nejvyššího soudu New York State Rifle & Pistol Association, Inc. v. Bruen (2022), který konstatoval, že právo nosit pistoli na veřejnosti je ústavně zaručeným právem podle Druhého dodatku.

### Zdroje
- DOHERTY, Brian. Gun Control on Trial: Inside the Supreme Court Battle over the Second Amendment. [s.l.]: Cato Institute, February 25, 2009. Dostupné online. ISBN 978-1-933995-25-0.